# Madan (Syria)
Madan (arab. معدان) – miasto w Syrii, w muhafazie Ar-Rakka. W 2004 roku liczyło 8663 mieszkańców.